# Luntenspieß
Der Luntenspieß ist eine frühbarocke Stangenwaffe, ein Werkzeug und gleichzeitig ein Rang- oder Statussymbol aus dem 16. Jahrhundert.

## Verwendung
Der Luntenspieß gehörte zur Ausrüstung der Artillerieoffiziere. Er ist genauso aufgebaut wie eine Partisane, mit Ausnahme eines oder zwei Haken, die seitwärts der Tülle rechts oder links angebracht sind. Diese Haken sind mit einer Klemmvorrichtung versehen, mit der man eine glimmende Lunte festklemmen kann. Der Träger des Luntenspießes konnte damit das ihm unterstellte Geschütz zünden. Der Vorteil war, dass man beim Zünden Abstand zum Geschütz wahren konnte und dass beim Angriff auf die Geschützstellung eine Abwehrwaffe sofort zur Verfügung stand. Des Weiteren war der Luntenspieß ein Rangabzeichen und drückte die Stellung des Offiziers aus. Nachdem die Zündung der Geschütze nicht mehr mit einer Lunte erfolgte, verlor der Luntenspieß seine Bedeutung.